# USPEER
USPEER（ユースピア、朝：유스피어）は、韓国の7人組ガールズグループ。WMエンターテインメント所属。

## 概要
WMエンターテインメントが、RBWの傘下レーベルとなってから初めてデビューし、2015年にデビューしたOH MY GIRL以来、約10年ぶりにデビューするガールズグループ。

## 略歴

### デビュー前
2023年7月19日、WMエンターテインメントの親会社RBWが新しいガールズグループを結成する計画を発表。
メンバーは6〜7人の16〜17歳までの少女で、2024年半ばのデビューを計画していたが、2025年上半期に延期された。
2023年11月25日、同事務所のグループOH MY GIRLのコンサート｢Oh My Land｣で、デビュー予定のメンバーがバックダンサーを務めた。

### 2025年
3月24日、グループのロゴを公開。
3月26日、デビュー実況番組『RUN UP!』を発表し、4月3日から毎週木曜日に公式YouTubeで放送される。
3月31日、『Run Up!』を通じての宣伝資料はメンバーの名前を公開した。
4月8日、メンバーの個人プロフィールを公開。
5月19日、初のシングルアルバム『Speed Zone』を発表し、6月4日に発売される。
5月23日、コンセプト写真Spot B：PrepとPREPの予告編がYouTubeで発表5月26日にコンセプト写真Spot C：PlanとPLANの予告編が発表、5月27日、各メンバーのSPEED CLIPの予告編がYouTubeにアップロードされた。
6月5日、Mnetの音楽番組M COUNTDOWNに出演した。

## メンバー
| 名前                 | 本名           | 本名     | 本名        | 生年月日               | 出身地              | ポジション     | 備考                         |
| 名前                 | 仮名           | ハングル | ローマ字    | 生年月日               | 出身地              | ポジション     | 備考                         |
| -------------------- | -------------- | -------- | ----------- | ---------------------- | ------------------- | -------------- | ---------------------------- |
| ヨウォン YEOWON 여원 | キム・ヨウォン | 김여원   | Kim Yeowon  | 2006年4月10日（19歳）  | 韓国 全羅南道麗水市 | リーダー       | - 韓林演芸芸術高等学校卒業   |
| ソイ SOEE 소이       | キム・ソヨン   | 김소연   | Kim Soyeon  | 2007年3月11日（18歳）  | 韓国 慶尚南道晋州市 | メインラッパー |                              |
| シアン SIAN 시안     | イ・シヨン     | 이시연   | Lee Siyeon  | 2007年8月18日（17歳）  | 韓国 釜山広域市     | メインボーカル | - 韓林演芸芸術高等学校在学   |
| ソユ SEOYU 서유      | パク・ソヌ     | 박선우   | Park Sunwoo | 2007年11月26日（17歳） | 韓国 京畿道華城市   | メインダンサー | - 韓林演芸芸術高等学校在学   |
| ダオン DAON 다온     | キム・ウンジ   | 김은지   | Kim Eunji   | 2008年7月7日（17歳）   | 韓国                |                |                              |
| チェナ CHAENA 채나   | ハン・チェヒ   | 한채희   | Han Chaehee | 2009年6月8日（16歳）   | 韓国 全羅南道順天市 |                |                              |
| ロア ROA 로아        | キム・ガヨン   | 김가연   | Kim Gayeon  | 2009年10月28日（15歳） | 韓国 京畿道安養市   | リードボーカル | - ソウル公演芸術高等学校在学 |

## ディスコグラフィ

### シングルアルバム
|     | タイトル                    | 収録曲               |
| --- | --------------------------- | -------------------- |
| 1st | SPEED ZONE （2025年6月4日） | 1. ZOOM 2. Telepathy |